# Synaptic
Synaptic este un gestionar de pachete, un software open-source pentru distribuțiile GNU/Linux. Synaptic este de fapt o interfață grafică bazată pe GTK+, la APT și oferă funcții similare comenzii apt-get dar într-un mediu grafic. Este utilizat în principal pe sistemele care utilizează formatul de pachete .deb precum Debian și Ubuntu, dar funcționează și pentru majoritatea distribuțiilor bazate pe RPM. 
Synaptic permite atât instalarea programelor în sistem cât și gestionarea programelor deja existente. 

## Caracteristici
Synaptic poate realiza următoarele funcții:
- Instalează,  o versiune superioară sau inferioară, dezinstalează, configurează unul sau mai multe pachete
- Permite gestionarea mai multor pachete simultan
- Actualizează întreg sistemul de operare la o versiune superioară
- Gestionează arhivele software
- Execută căutarea pachetelor după nume, descriere sau alte criterii
- Caută toată documentația referitoare la un anumit pachet
- Blochează un anume pachet la o anumită versiune
- Forțează instalarea unei anumite versiuni a unui pachet
- Gestionează mai multe surse de pachete (locale, FTP, HTTP, CD-ROM etc.) [2]